# Sasayamagnomus saegusai
Sasayamagnomus saegusai ("gnomo de Sasayama, de Haruo Saegusa") es la única especie conocida del género extinto Sasayamagnomus de dinosaurio ornitisquio neoceratopsiano que vivió a principios del período Cretácico, hace aproximadamente 112  millones de años, durante el Albiense, en lo que es hoy Asia. Sus fósiles fueron encontrados en la Formación Ohyamashimo de la Prefectura de Hyōgo, Japón.

## Descubrimiento e investigación
Sasayamagnomus fue encontrado en el sitio de microvertebrados Miyada en la ciudad de Tamba-Sasayama, prefectura de Hyogo. Se conoce a partir de 17 huesos craneales variados, el coracoides derecho y una tibia izquierda. La presencia de dos nasales derechas en el material sugiere que al menos estaban representados dos individuos. Antes de su descripción formal, se había anunciado en un resumen de conferencia en 2023.
Fue descrito formalmente como un nuevo género y especie de neoceratopsiano en 2024. El nombre genérico Sasayamagnomus proviene de la cuenca de Sasayama, de donde se recogieron los huesos, y de la palabra latina para gnomo, gnomus. El nombre específico saegusa honra al difunto Dr. Haruo Saegusa, quien fue el líder en la excavación de dinosaurios en el área de Tamba y fue un contribuyente significativo a la paleontología de vertebrados en la Prefectura de Hyogo.

## Clasificación
Tanaka et al. agregaron Sasayamagnomus a un análisis filogenético y descubrieron que se encontraba en un clado con Aquilops y Auroraceratops.

## Paleoecología

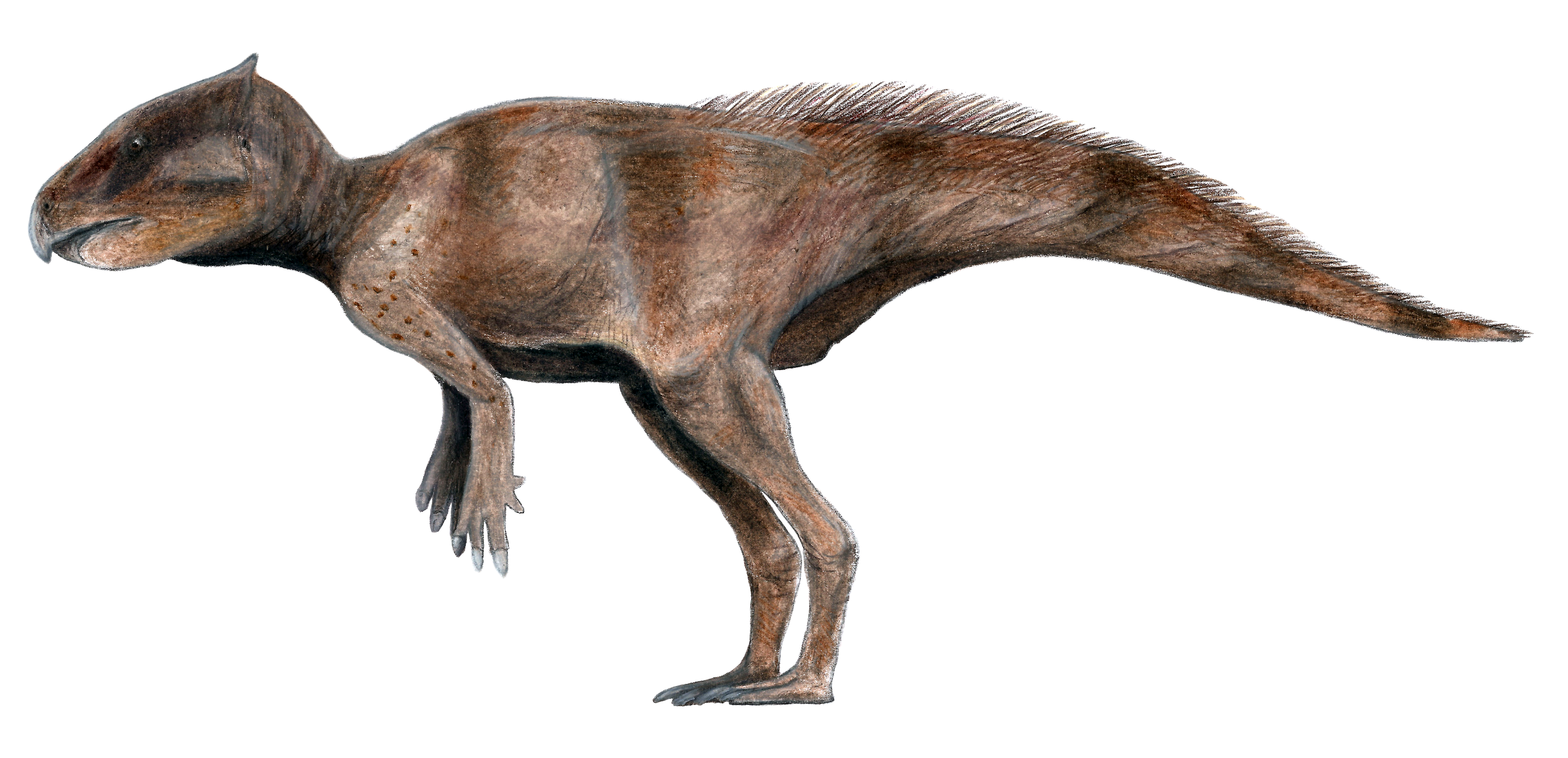
Recreación en vida.

Sasayamagnomus conoce de la Formación Ohyamashimo (Grupo Sasayama), que data del Albiano temprano a medio de fines del Cretácico temprano. Estas capas están formadas predominantemente por areniscas, lutitas y conglomerados. El ambiente deposicional representa un sistema fluvial con un clima subhúmedo a semiárido. Los dientes de dinosaurio son comunes en varias localidades a lo largo de esta formación, incluidos los que pertenecen a otros terópodos (dromeosáuridos, terizinosaurios y tiranosáuridos), así como a saurópodos, anquilosaurios e iguanodóntidos. También se han descrito varias ooespecies de dinosaurios (huevos fósiles), entre ellas Himeoolithus, Subtiliolithus, Nipponoolithus y Prismatoolithus, el lagarto monstersaurio Morohasaurus, el saurópodo titanosauriforme Tambatitanis y el terópodo trodóntido Hypnovenator. Aunque no se especifican como procedentes esta formación en las descripciones originales, el Grupo Sasayama contiene más fauna fósil conocida, como el euterio Sasayamamylos, el escincomorfo Pachygenys, dos ranas,  Hyogobatrachus y Tambabatrachus.